# Piazza San Carlo
Piazza San Carlo è una delle più importanti piazze del Centro storico di Torino. Spesso soprannominata dai torinesi "il salotto della città", è inserita all'interno dell'asse viario di via Roma, che la collega a Piazza Castello e a Piazza Carlo Felice (passando per Piazza C.L.N.).
La piazza è collegata con la rete di trasporti di bus e tram: la fermata Arcivescovado è nelle vicinanze, servita da diverse linee (4, 11, 15, 55, 58, 58/).
La piazza ha altri accessi a nord (via Santa Teresa e via Maria Vittoria) ed a sud (Via Giovanni Giolitti e Via Vittorio Alfieri). È inoltre accessibile pedonalmente dal sottosuolo tramite le scale che la collegano col sottostante parcheggio interrato.

## Struttura
Di forma rettangolare, è lunga 168 metri e larga 76, con superficie di 12.768 metri quadrati; l'aspetto attuale risale al XVII secolo su progetto di Carlo di Castellamonte, poi ulteriormente arricchita nel secolo seguente dall'intervento di Benedetto Alfieri. Al centro si erge il Monumento a Emanuele Filiberto di Savoia, opera di Carlo Marochetti del 1838, noto anche come Caval ëd Bronz (cavallo di bronzo, in piemontese), che raffigura il duca nell'atto d'inguainare la spada dopo la vittoria di San Quintino. La piazza è circondata dai seguenti edifici storici:
- Lato maggiore orientale: Palazzo Solaro del Borgo, lungo palazzo a tre piani, con elegante facciata e porticati a unico disegno seicentesco del Castellamonte per il marchese De Senantes, poi rimaneggiato da Benedetto Alfieri nel 1753 per gli Isnardi di Caraglio, quindi venduto nel 1770 alla famiglia Asinari di Bernezzo, che lo rivendettero a loro volta, nel 1782, ai Solaro del Borgo. Oggi è utilizzato come albergo e come sede della Società del Whist.
- Lato maggiore occidentale: Palazzo Guido Villa, Turinetti di Pertengo o De Felicon, anch'esso lungo palazzo a tre piani, con stessa elegante facciata e porticati su disegno del Castellamonte per il marchese Guido Villa. L'ala verso via Santa Teresa fu successivamente venduta ai marchesi Turinetti di Pertengo, quindi nel 1901 al facoltoso conte Emilio Renaud di Faliçon. Colpita più volte dai bombardamenti della seconda guerra mondiale, venne successivamente acquisito nel 1951 dall’Istituto Bancario di San Paolo per farne la sede istituzionale.[1] Oggi il palazzo ospita la sede legale e amministrativa di Intesa Sanpaolo, la sede di Torino della business school "Collège des Ingénieurs" che si prefigge di fornire una formazione internazionale di eccellenza, basata sul merito, nei campi della Finanza e della Business Administration a giovani talenti con background principalmente ingegneristico, con il fine di sviluppare competenze e key skill necessarie per l'avanzamento a ruoli manageriali, e dal 2022 una delle sedi di Gallerie d'Italia[2].
- Lato minore nord-occidentale, verso Piazza Castello: via Santa Teresa e ingresso della Galleria San Federico, eretta da Federico Canova e Vittorio Bonadè Bottino nel 1934, col nome dell'antico isolato omonimo, sulla già preesistente Galleria Geisser (di Barnaba Panizza 1856, già Galleria Natta), compresa la facciata sulla piazza, di disegno simile al resto dei palazzi, e inizio del porticato dalla centrale via Roma.
- Lato minore nord-orientale, verso Piazza Castello: via Maria Vittoria, con ingresso alla piccola galleria di via Duse. Questa porzione di palazzo fu del conte Enrico Morozzo della Rocca, quindi totalmente rimaneggiato con i rifacimenti del 1934. L'edificio è adiacente allo storico Palazzo dell'Accademia delle Scienze, poi sede del Museo Egizio, separati soltanto da una piccola galleria chiusa, per la quale si accede alla retrostante via Duse, passaggio ricavato da un preesistente vicolo stretto, detto "del Montone".
- Lato minore a sud: le due chiese dette "gemelle", di architettura barocca: Santa Cristina (a sinistra) e San Carlo (a destra). Esse circondano la naturale continuazione di via Roma, che si allarga nella retrostante piazzetta, dapprima chiamata "delle due chiese", appunto, poi rimaneggiata da Marcello Piacentini nel 1937, quindi rinominata piazza C.L.N. nel 1946. La manica di collegamento tra la suddetta piazzetta e la parte orientale della chiesa di Santa Cristina fu un convento delle carmelitane scalze volute dalla reggente Madama Cristina di Francia e durato fino ai tempi del fascismo, periodo in cui fu abbattuto per costruire gli attuali palazzi, così come la manica speculare a occidente dell'altra chiesa gemella di San Carlo.

## Storia
Prima del XVII secolo questa zona si trovava appena all'esterno della prima cinta muraria, quella di origine romana e conservatasi sino ad allora. Al trasferimento della capitale del Ducato di Savoia nel capoluogo piemontese nel 1563, fu deciso di espandere la città verso sud, realizzando il cosiddetto "Borgo Nuovo". Tuttavia, l'idea iniziò a concretizzarsi soltanto nel 1617, quando fu chiamato l'architetto Carlo di Castellamonte a progettare sia la Contrada Nuova (l'attuale via Roma) che questa piazza.

### Piazza Reale (1619-1650)
I lavori per la piazza iniziarono nel 1618 e terminarono nel 1638, con l'inaugurazione da parte di Madama Cristina di Francia, vedova di Vittorio Amedeo I, col nome di "Piazza Reale" o, in francese, "Place Royale"; tuttavia, i portici perimetrali furono costruiti soltanto nel periodo 1643-1646. La piazza ebbe, in questo periodo, funzioni sia di area mercatale che di rappresentanza nobiliare.

### Piazza d'Armi (1650-1750)
Dopo il 1650 circa, la piazza perse gradualmente funzioni di rappresentanza, per acquisire funzioni di passaggio degli eserciti da piazza Castello verso il mastio della Cittadella, e di relativi raduni militari, tanto da essere rinominata piazza d'Armi. Questo almeno fin circa alla metà del XVIII secolo, quando la piazza d'Armi militare fu spostata nell'attuale piazza Vittorio. Durante l'assedio militare di Torino del 1706 la piazza fu colpita da almeno tre colpi di cannone, poi immortalati da tre palle ancora visibili conficcate nei muri esterni: una sopra un'arcata del palazzo Solaro del Borgo, due ai bordi delle finestre dei piani alti sopra il bar Mokita, quasi angolo via Alfieri.

### Piazza San Carlo (1750-oggi)
Con l'abbandono della piazza per l'uso militare, furono eseguiti nuovi interventi di abbellimento dei portici da parte di Benedetto Alfieri, soprattutto il rinforzo dei pilastri nel 1764 per garantire la stabilità degli edifici sovrastanti. Verso la fine del XVIII secolo la piazza assunse l'attuale aspetto elegante e fu titolata come la chiesa "gemella" occidentale, ovvero dedicata a San Carlo Borromeo. Torino, infatti, ebbe - e ha tuttora - una particolare devozione per l'Arcivescovo, che nel lontano autunno 1578 volle fare un pellegrinaggio a piedi da Milano per venerare la Santa Sindone. Fu per tal motivo che l'allora duca Emanuele Filiberto di Savoia fece portare il Sacro Lino da Chambéry, per accorciargli il viaggio. L'evento è ricordato anche in un piccolo dipinto esterno della Sindone affacciato sulla piazza, quasi nascosto, all'angolo di via Alfieri. Nel corso dell'occupazione napoleonica della capitale sabauda (1800-1814) la piazza prese il nome temporaneo di place Napoléon.

### Le due chiese "gemelle"
Le due chiese "gemelle", presenti sul lato meridionale della piazza, in realtà non sono "gemelle": è più corretto dire che si sono "copiate" a vicenda nel tempo, in ordine cronologico:
- 1619: costruzione (senza facciata) della chiesa di destra, quella provvista di campanile (San Carlo), su progetto di varia attribuzione: Carlo di Castellamonte, Andrea Costaguta, Galleani di Ventimiglia; il cantiere fu poi proseguito da Antonio Maurizio Valperga.
- 1639: costruzione (senza facciata) della chiesa di sinistra (Santa Cristina), di Carlo di Castellamonte, cantiere poi proseguito dal figlio Amedeo.
- 1716: facciata della chiesa di sinistra (Santa Cristina), di Filippo Juvarra.
- 1835: facciata della chiesa di destra (San Carlo), di Ferdinando Caronesi.

### Il monumento a Emanuele Filiberto di Savoia
Il 4 novembre 1838, giorno della festività di San Carlo Borromeo, venne poi inaugurato il monumento a Emanuele Filiberto di Savoia, opera di Carlo Marochetti, che prima di essere eretto in piazza San Carlo era stato ammirato al museo del Louvre. Il monumento, che durante la guerra venne protetto da ingombranti strutture in legno per ripararlo dalle bombe, si presenta oggi alla città sabauda dopo un lungo restauro, terminato nell'ottobre 2007. Popolarmente noto in piemontese come Caval ëd Bronz (AFI: [kaˈval əd brʊŋz]), in pochi sanno che, pur raffigurando un guerriero, il monumento simboleggia la pace: il cavallo è infatti trattenuto dalle redini e il cavaliere, anziché sguainarla, infodera la spada.

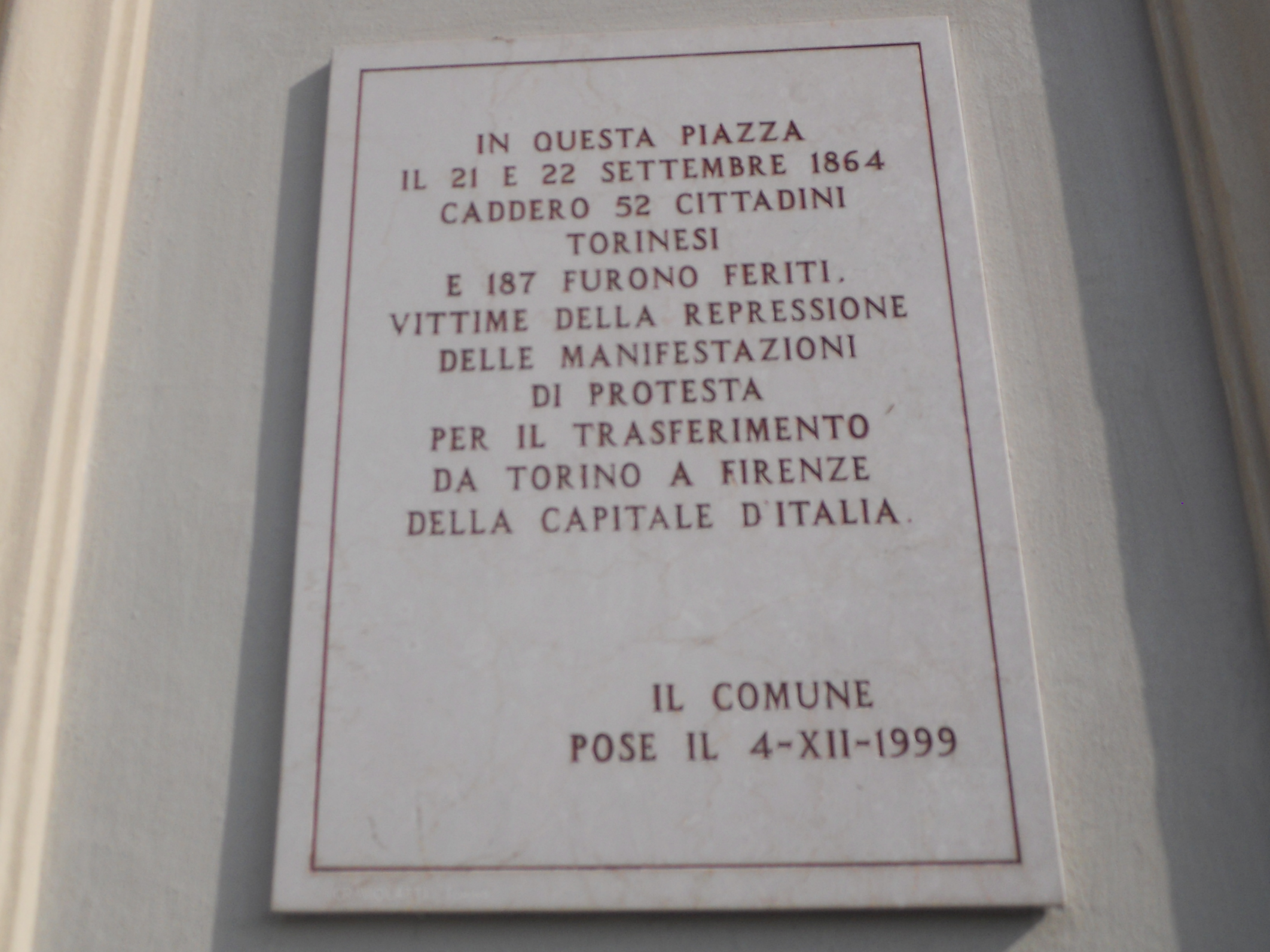
Targa commemorativa della strage su una colonna di piazza San Carlo

In questa piazza, il 21 settembre 1864, si verificò uno dei più tragici eventi della storia di Torino, che in quei giorni aveva subìto la clausola (richiesta dalla Francia) del trasferimento della capitale d'Italia a Firenze. I torinesi scesero pacificamente in piazza per protestare contro la decisione del governo Minghetti, ma le forze pubbliche furono esageratamente spietate nel reprimere la protesta: secondo alcune fonti, rimasero a terra 184 persone. Il 24 settembre Minghetti fu costretto alle dimissioni, ma la scelta di abbandonare la città era ormai presa, concretizzandosi nel 1865.

### XX secolo
Con la decisione di rifare completamente via Roma, tra il 1931 e il 1937 il lato settentrionale della piazza subì una massiccia ristrutturazione, così come la vicina Galleria San Federico (all'epoca chiamata Galleria Geisser), nel porticato su via Santa Teresa.

Negli anni sessanta del XX secolo poi, fu realizzata l'illuminazione coi caratteristici "lampioni impero con braccio a cornucopia", ancora presenti. Tuttavia l'uso della piazza a continuo passaggio del traffico automobilistico portò la stessa a un lento degrado, con frequenti interventi di pulizia e di restauro dei monumenti.

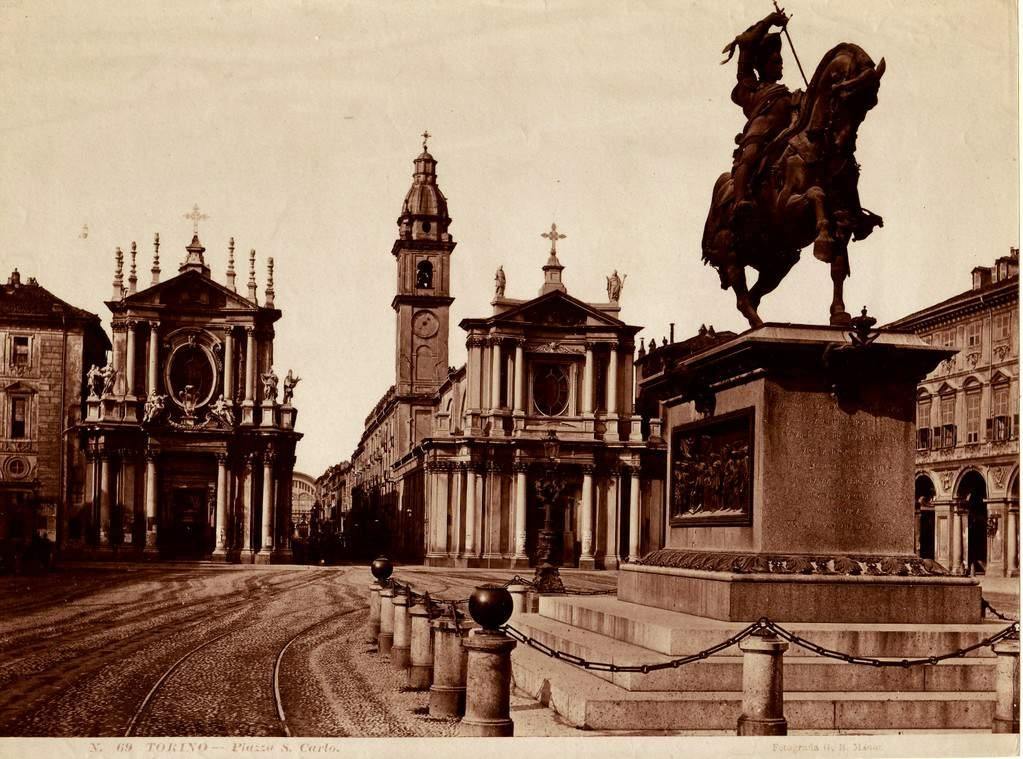
Fotografia della piazza agli inizi del XX secolo; in primo piano, sulla destra, il Caval 'd Bronz

Nel 1998, in previsione degli eventi turistici relativi ai XX Giochi olimpici invernali del 2006, fu avviato un cantiere di importante riqualificazione della piazza, terminato nel 2004 con la conversione della stessa a isola pedonale, provvista dell'attuale pavimentazione in porfido. Contestualmente, vi fu la realizzazione di un parcheggio sotterraneo (che va ad unirsi al vasto sistema sotterraneo di via Roma), dove furono anche rinvenuti reperti di epoca romana e resti di un ponte risalente all'epoca di Emanuele Filiberto. Fu anche scoperto un tratto di un rifugio antiaereo della seconda guerra mondiale.
Negli anni più recenti la piazza è stata anche oggetto di un intervento denominato "Laboratorio in piazza", dotata di tecnologie proprie delle smart city, come il Wi-Fi, e un'illuminazione intelligente, regolata in base ai parametri astronomici, a quelli di luminosità e alla presenza delle persone. Inoltre vi è stato installato un sistema di videosorveglianza.

## Caffè e locali
La vita politica piemontese del passato si svolse soprattutto sotto i portici di questa piazza, o per meglio dire nei suoi famosi caffè, frequentati da reali, nobili e scrittori. Il più storico è il Caffè San Carlo (lato occidentale della piazza, sotto i portici), primo locale in tutta Italia ad avere l'illuminazione a gas: serviva a valorizzare gli stucchi e le statue che lo arredano. Fu frequentato da politici quali Cavour o Giolitti, ma i suoi anni d'oro furono tra il 1920 e il 1925, quando divenne luogo fisso di ritrovo per Mario Gromo, Giacomo Noventa, Giacomo Debenedetti, Filippo Burzio e Francesco Pastonchi.
Altro elegante locale è il Caffè Torino, sotto i portici occidentali, quasi all'angolo con via Alfieri; fu frequentato da altri personaggi famosi come, ad esempio, Cesare Pavese o Alcide De Gasperi. Una particolarità di questo caffè è il piccolo toro rampante in ottone, simbolo del capoluogo piemontese, incastonato nel 1930 sulla pavimentazione davanti all'ingresso: una tradizione torinese, probabilmente ereditata da un'altra simile relativa al mosaico di un toro sul pavimento della Galleria Vittorio Emanuele II a Milano, vuole che calpestare con il piede i suoi "attributi" porti fortuna.
Sempre sotto i portici, ma dal lato orientale, al n. 155 del Palazzo Villa, storico fu il caffè-ristorante Caval ëd Bronz, nato da una precedente birreria (e rinominato Neuv Caval ëd Bronz nel 2007), con elegante scala in pietra al suo interno e sala superiore con vista; fu meta di personaggi come Totò, Orson Welles, Ingrid Bergman. È chiuso dal 2016.
Al civico 196, sotto i portici occidentali, vi era la storica drogheria dei Fratelli Paissa, nota per primizie e articoli di elevato livello, chiusa poi per fallimento nel 2014. 
La Confetteria Stratta, infine, al civico 191 (lato orientale), sorse nel 1836 ed è ancor oggi nota in tutta la penisola per i suoi prodotti, dove dietro la sua austera vetrina rivive la tradizione dolciaria di Torino e del Piemonte.

## La dimora dell'Alfieri

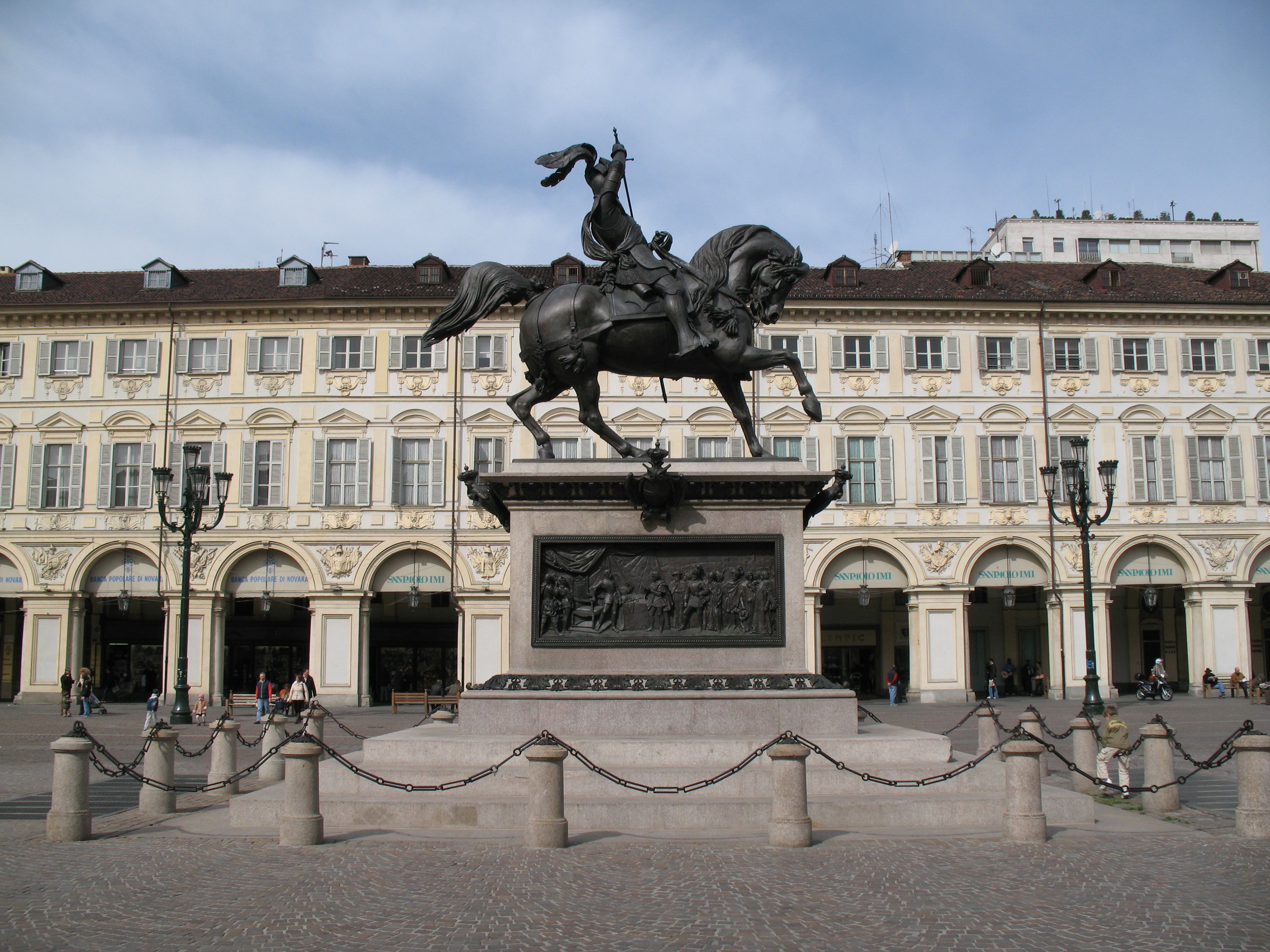
Monumento a Emanuele Filiberto di Savoia, detto Caval 'd Bronz (Cavallo di Bronzo)

Il ventiquattrenne scrittore Vittorio Alfieri, rientrando in Italia dopo "anni di viaggi e dissolutezze", prese una casa in piazza San Carlo nel 1773: il palazzo è sito sopra l'ultimo tratto dei portici prima della chiesa di San Carlo ed era dimora dei conti Avogadro di Collobiano: qui l'Alfieri scrisse, tra il 1774 e il 1777, le sue prime tragedie. Così scrisse il poeta astigiano:
(Vittorio Alfieri, Vita di Vittorio Alfieri da Asti scritta da se medesimo)
In questa dimora, con i suoi compagni di Accademia, istituì una piccola società che si riuniva settimanalmente per "banchettare e ragionare su ogni cosa", la Societé des Sansguignon, ispirandosi agli scritti di Voltaire.

## Eventi
La piazza è stata palcoscenico di diversi avvenimenti storici e sociali della città, tra cui comizi elettorali, vertenze sindacali, concerti, manifestazioni, dirette televisive. In particolare, è anche il tradizionale e spontaneo luogo d'incontro della tifoseria della Juventus in occasione degli avvenimenti sportivi, tanto da diventare il principale luogo di raduno per i festeggiamenti – anche sopra il Caval ëd Bronz – in caso di vittorie; forse anche in ragione della vicinanza alla storica sede amministrativa del club dal 1948 al 1964.  Tra gli accadimenti più importanti:

I tifosi della festeggiano in piazza San Carlo nel 1986, attorno al monumento detto Caval ëd bronz, la vittoria nel campionato di calcio

- XX Giochi olimpici invernali del 2006, in cui la TV statunitense National Broadcasting Company (NBC) ne fece il palcoscenico dei suoi collegamenti in diretta. Nello stesso anno fu teatro di festeggiamenti per la vittoria italiana nella finale del campionato mondiale di calcio del 2006.
- È consuetudine festeggiare qui anche il capodanno torinese, con un palco musicale all'aperto montato sul lato sud, tra le due chiese.
- In occasione dell'Ostensione della Sacra Sindone, la mattina del 2 maggio 2010 l'allora papa Benedetto XVI incontrò qui la cittadinanza torinese e vi celebrò messa.
- In occasione della finale di Champions League tra la squadra bianconera e il Real Madrid del 3 giugno 2017, la piazza, dov'era stato allestito un maxischermo per seguire la partita, divenne teatro di una manifestazione di panico collettivo, che provocò la morte di una donna e il ferimento di altre 1526 persone[14] (una seconda donna, rimasta tetraplegica dopo essere stata travolta dalla folla, è morta nel 2019[15] e, ulteriormente, una terza). A scatenare il caos sarebbe stata una banda di rapinatori che avevano spruzzato spray al peperoncino per derubare i tifosi approfittando del caos che ne sarebbe seguito; le polemiche susseguite a questo incidente hanno coinvolto l'amministrazione comunale e la stessa sindaca Chiara Appendino,[16] e ne è seguito un procedimento giudiziario, che ha visto Appendino condannata in prima istanza a un anno e mezzo per omicidio colposo, disastro colposo e lesioni plurime colpose[17], insieme ad altri ritenuti responsabili.

## Galleria d'immagini

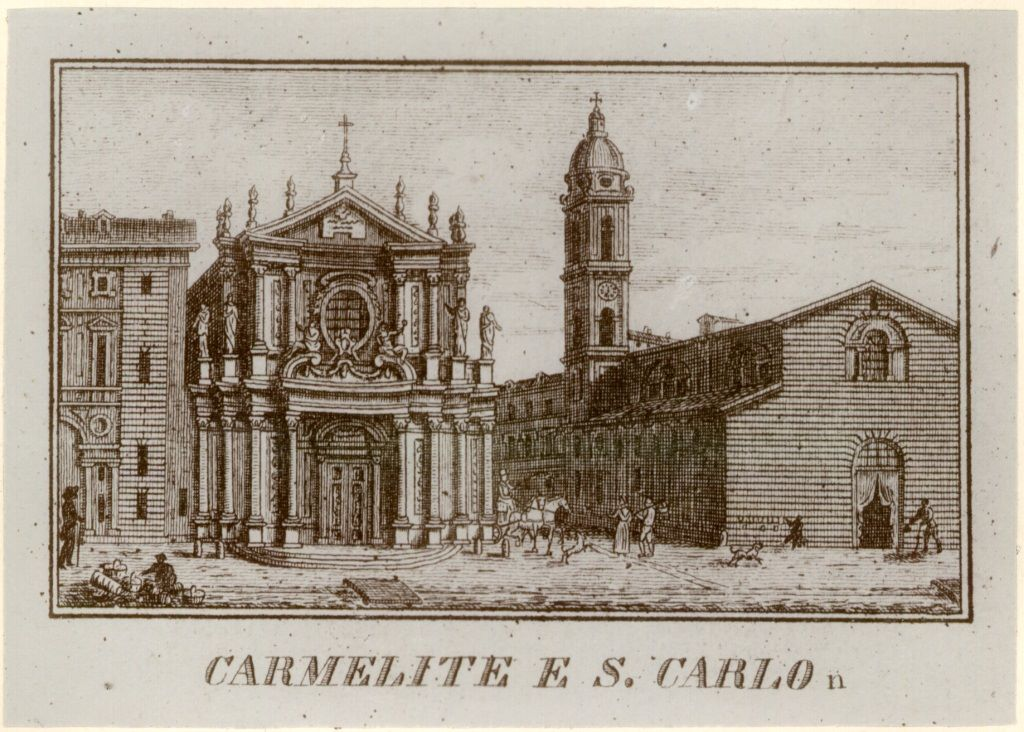
Le chiese di Santa Cristina e San Carlo prima della ristrutturazione di quest'ultima
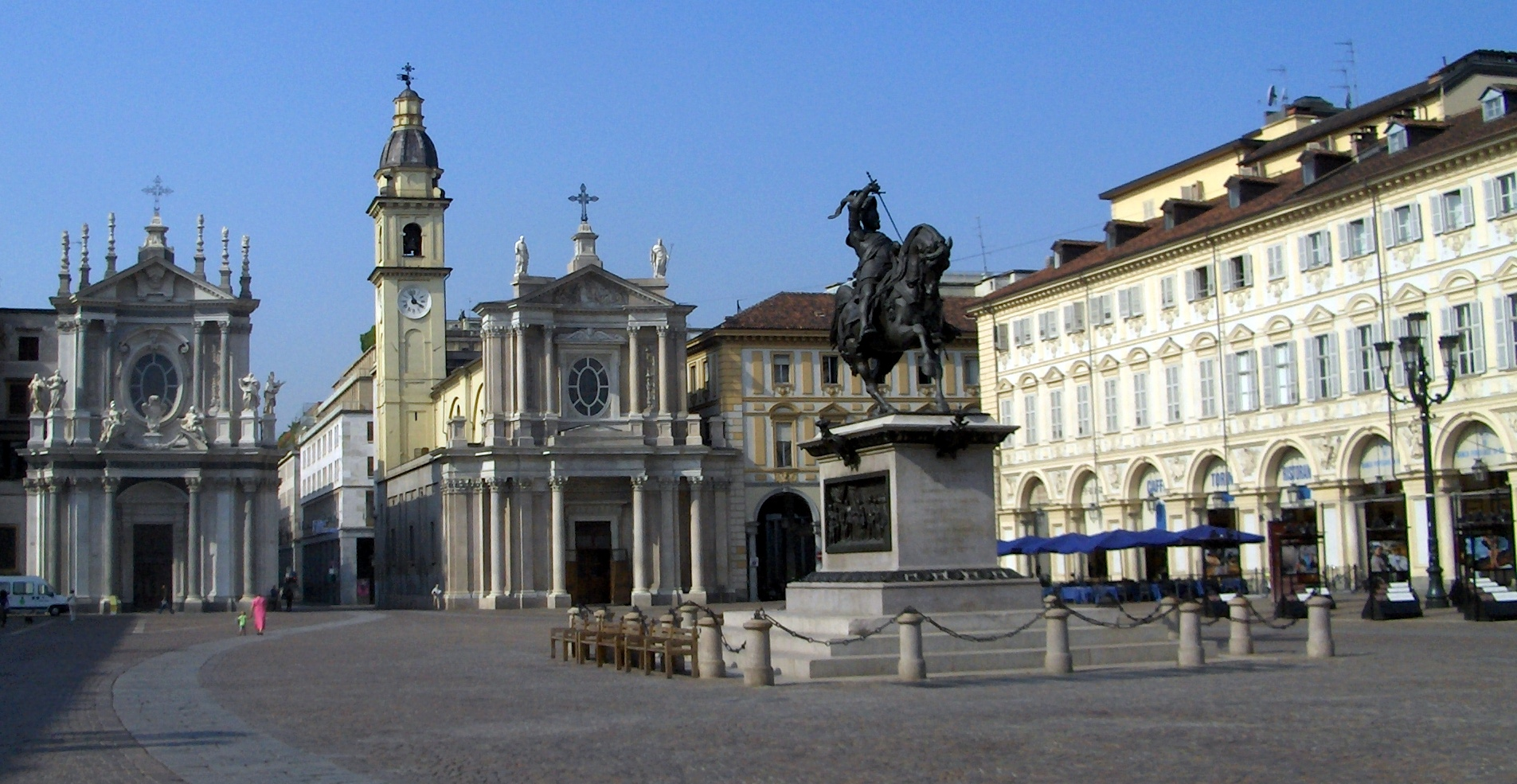
La piazza, col Monumento ad Emanuele Filiberto di Savoia
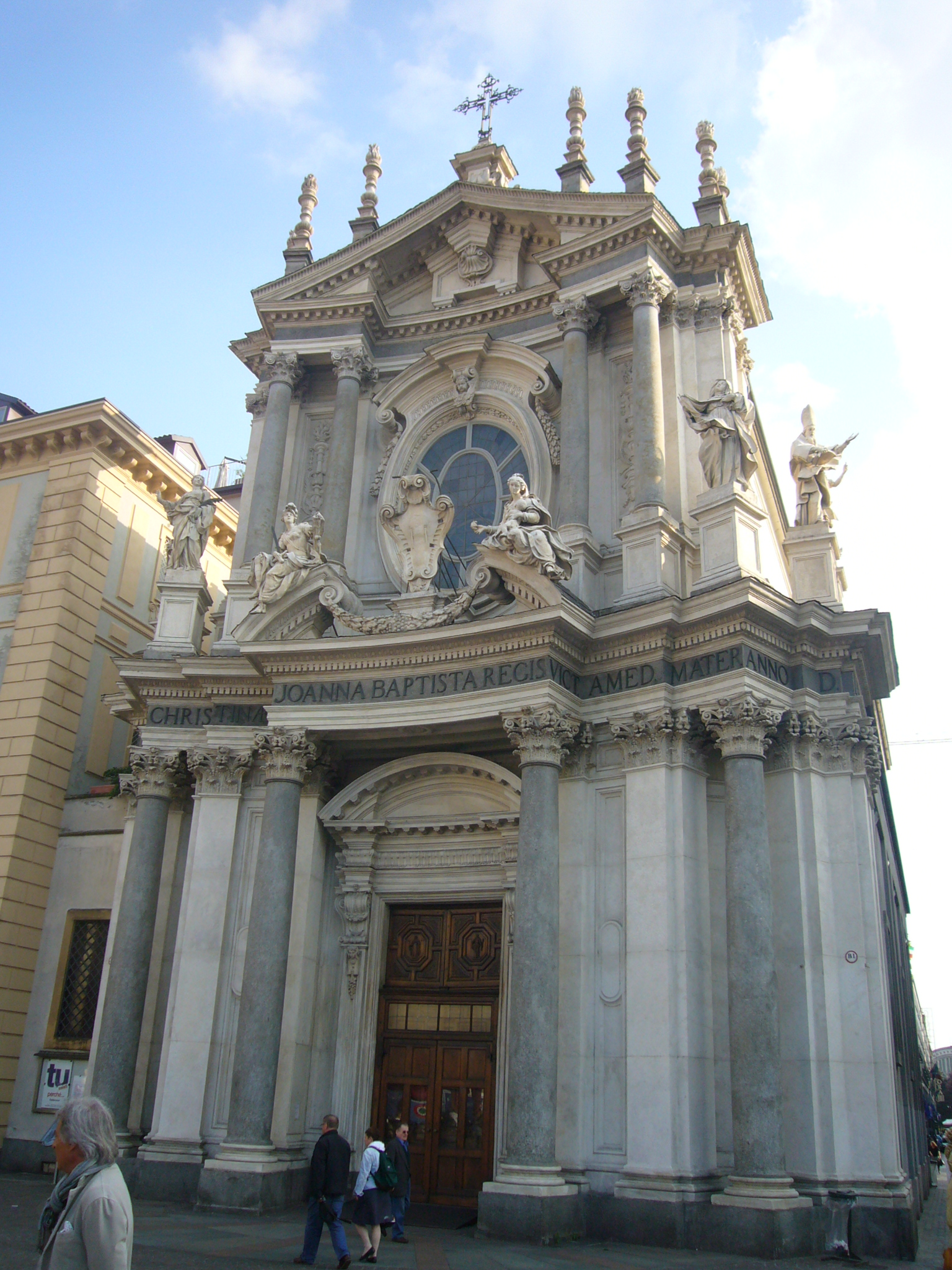
La chiesa di Santa Cristina
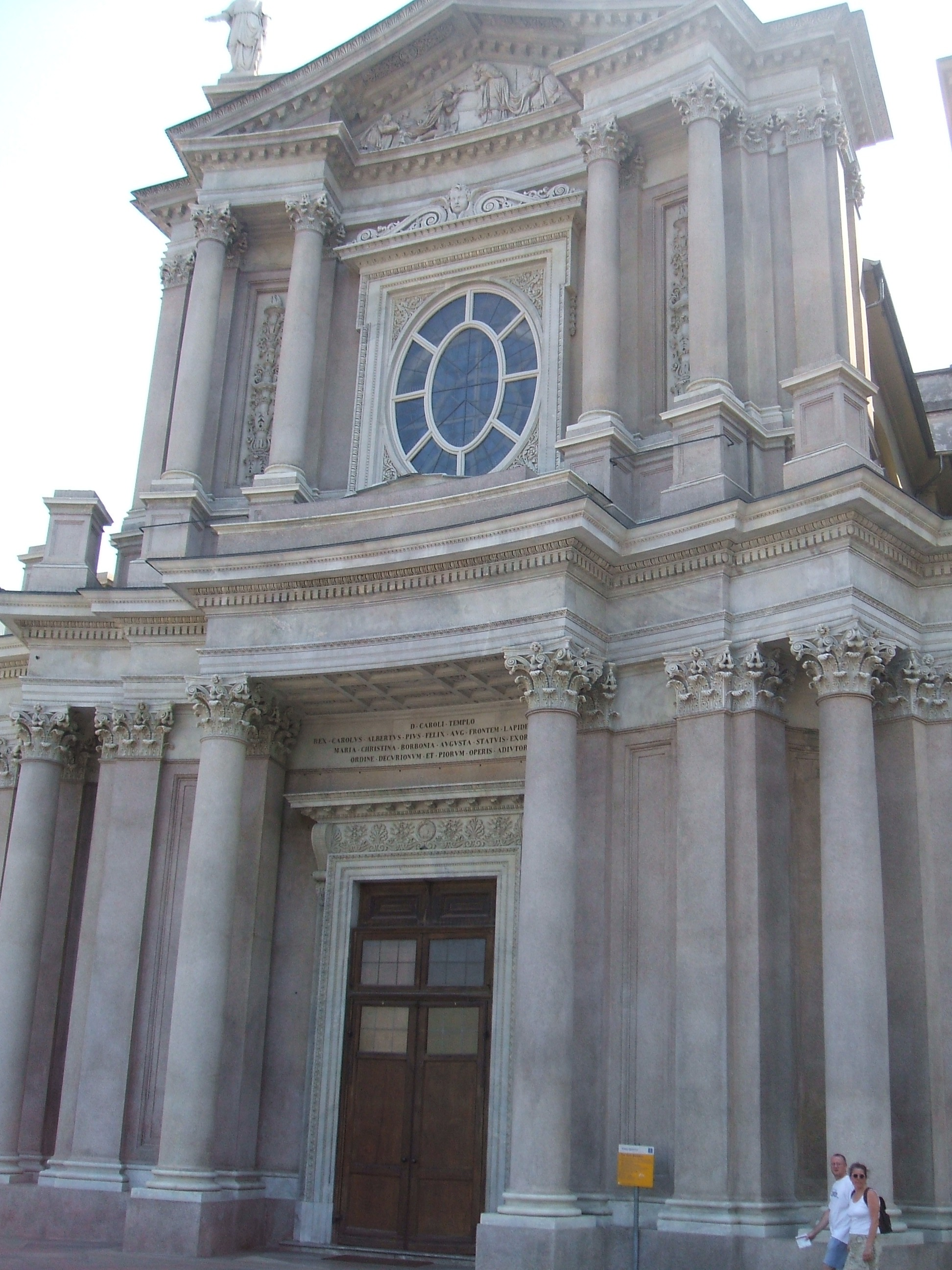
la chiesa di San Carlo
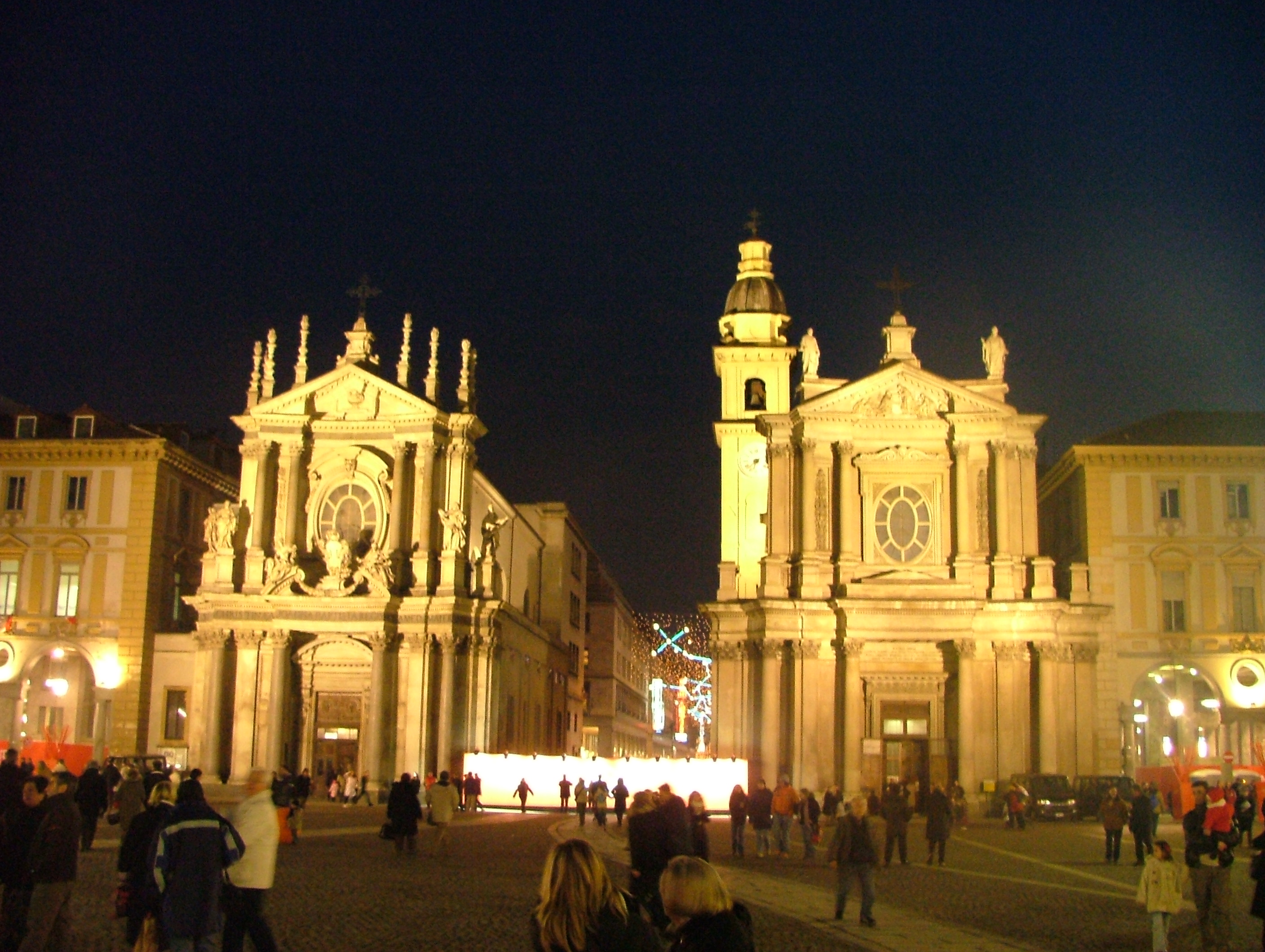
Immagine notturna
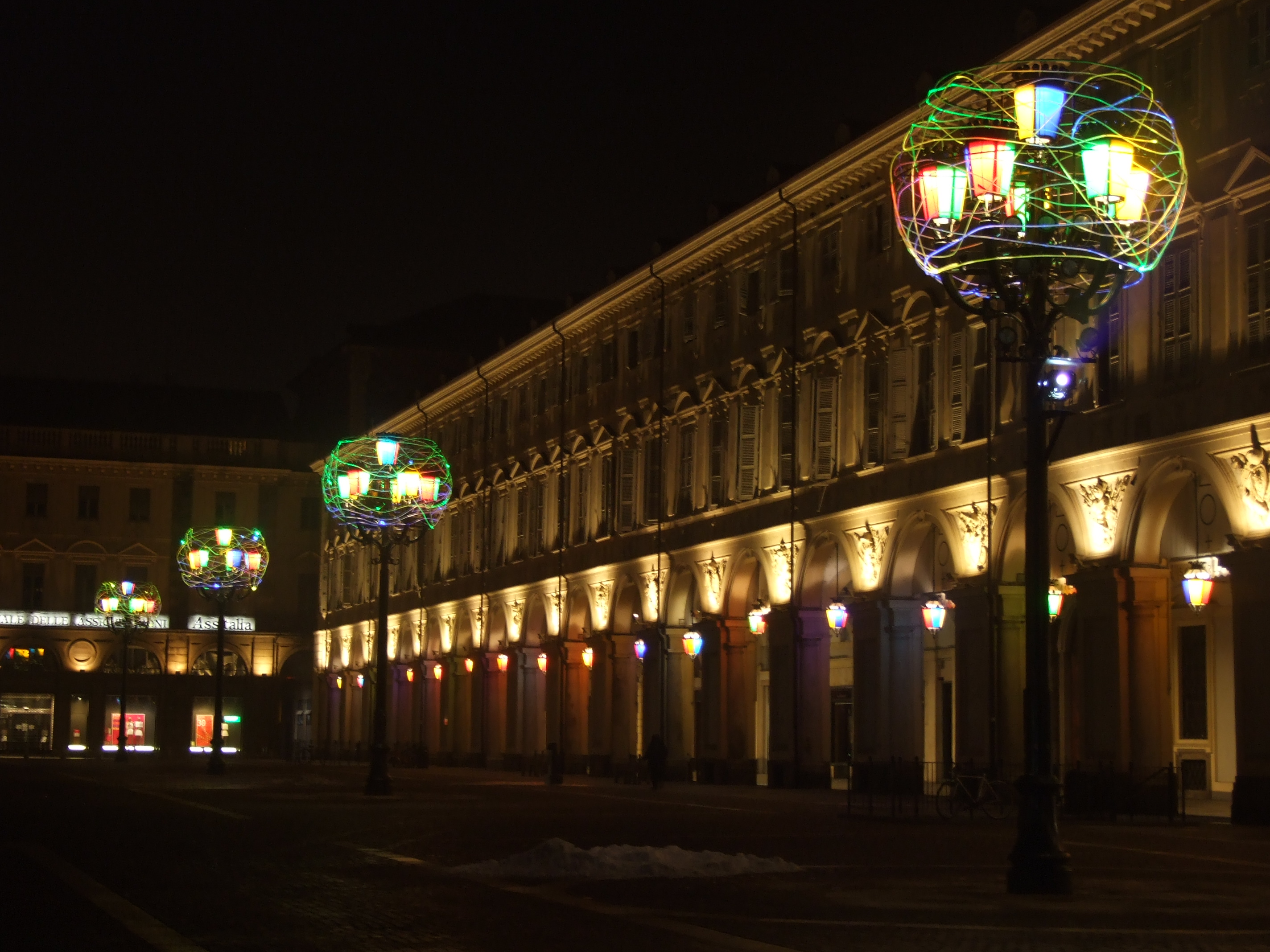
Immagine notturna
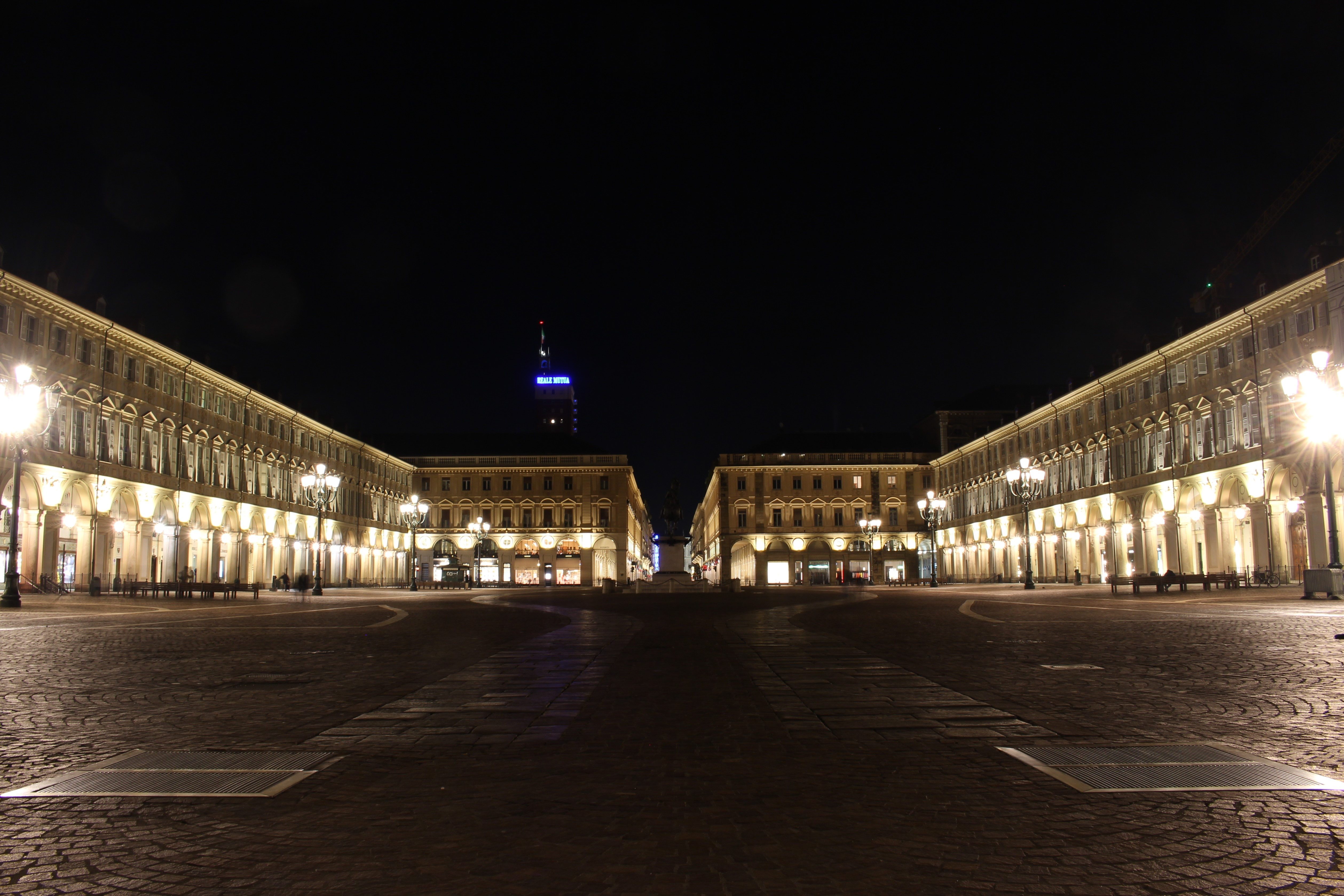
Immagine notturna con la Torre Littoria sullo sfondo
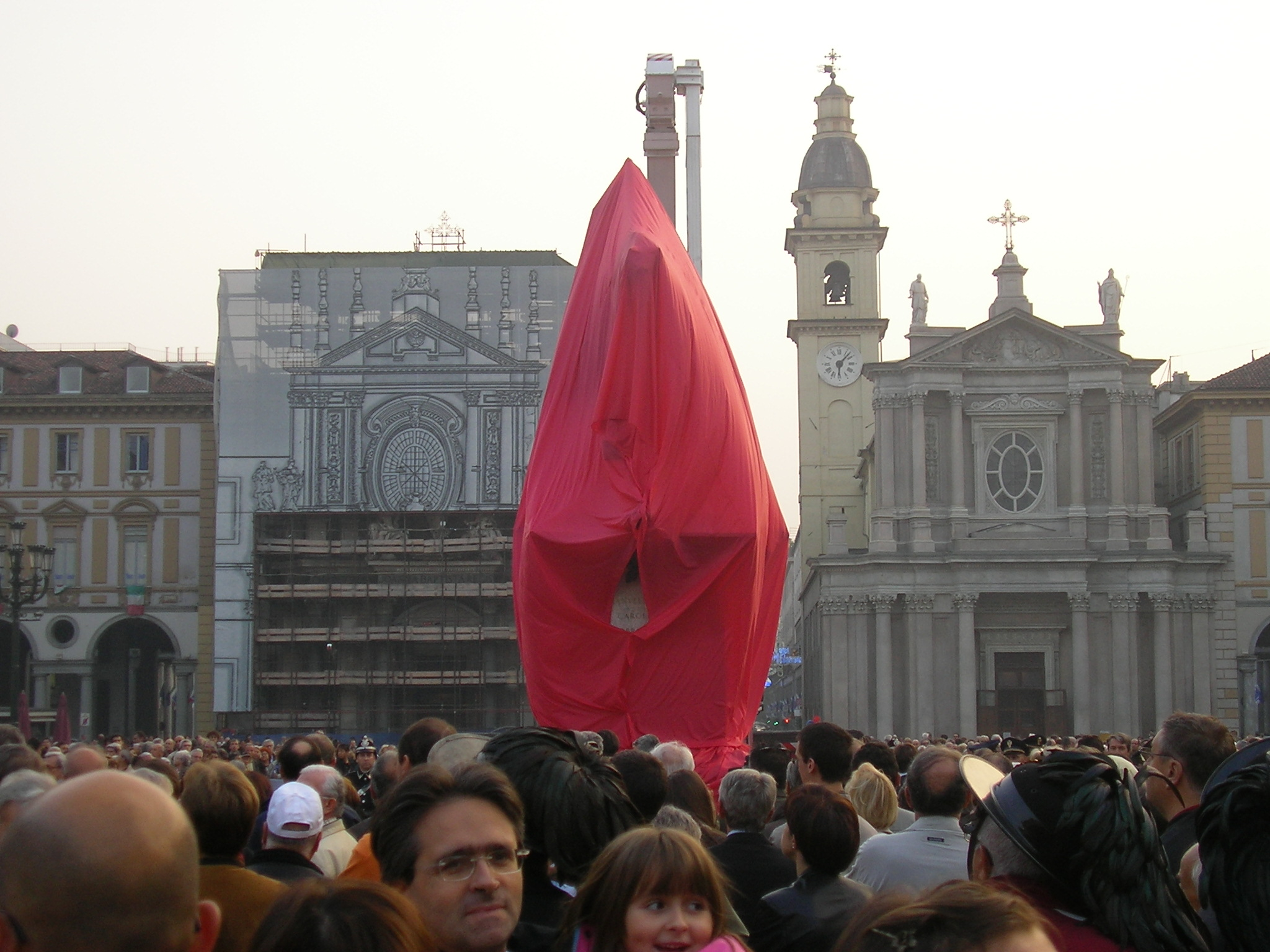
Inaugurazione del restaurato monumento nell'ottobre 2007
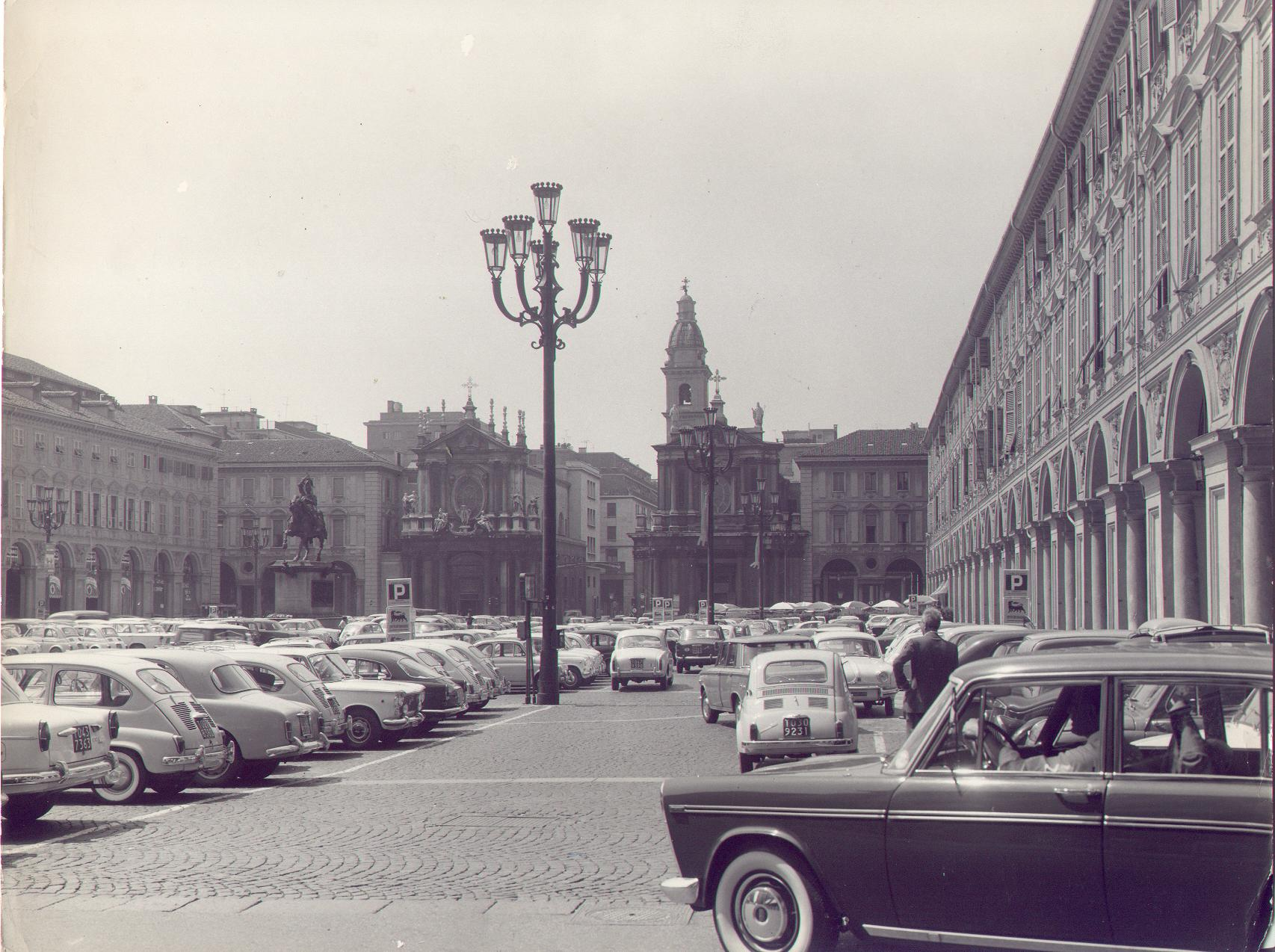
Illuminazione della piazza negli anni '60 su progetto di Guido Chiarelli